# Aeroportul Tuxpan
Aeroportul Tuxpan (IATA: WIX, ICAO: MMTX) este un aeroport din Mexic ce deservește zona Zapotiltic⁠(d).
aeroportul dispune de o singură pistă.